# Lijst van voetbalinterlands België - Faeröer (vrouwen)
Deze lijst van voetbalinterlands is een overzicht van alle officiële voetbalinterlands tussen de nationale vrouwenteams van België en Faeröer. De landen hebben tot nu toe twee keer tegen elkaar gespeeld.

## Wedstrijden
| № | Plaats  | Datum           | Competitie           | Wedstrijd        | Uitslag |
| - | ------- | --------------- | -------------------- | ---------------- | ------- |
| 1 | Brussel | 11 oktober 1995 | EK 1997 kwalificatie | België − Faeröer | 2 − 0   |
| 2 | Toftir  | 18 mei 1996     | EK 1997 kwalificatie | Faeröer − België | 0 − 9   |

## Samenvatting
| Competitie      | Totaal gespeeld | Winst België | Gelijk | Winst Faeröer | Doelsaldo België – Faeröer |
| --------------- | --------------- | ------------ | ------ | ------------- | -------------------------- |
| EK-kwalificatie | 2               | 2            | 0      | 0             | 11 − 0                     |
| Totaal          | 2               | 2            | 0      | 0             | 11 − 0                     |